# MyZeil
Das MyZeil ist ein Einkaufszentrum in der Innenstadt von Frankfurt am Main. Es ist Teil des Gebäude-Ensembles Palaisquartier und bildet dessen Zugang zur Einkaufsstraße Zeil. Es wurde am 26. Februar 2009 von der damaligen Frankfurter Oberbürgermeisterin Petra Roth feierlich eröffnet.

## Aufbau und Architektur

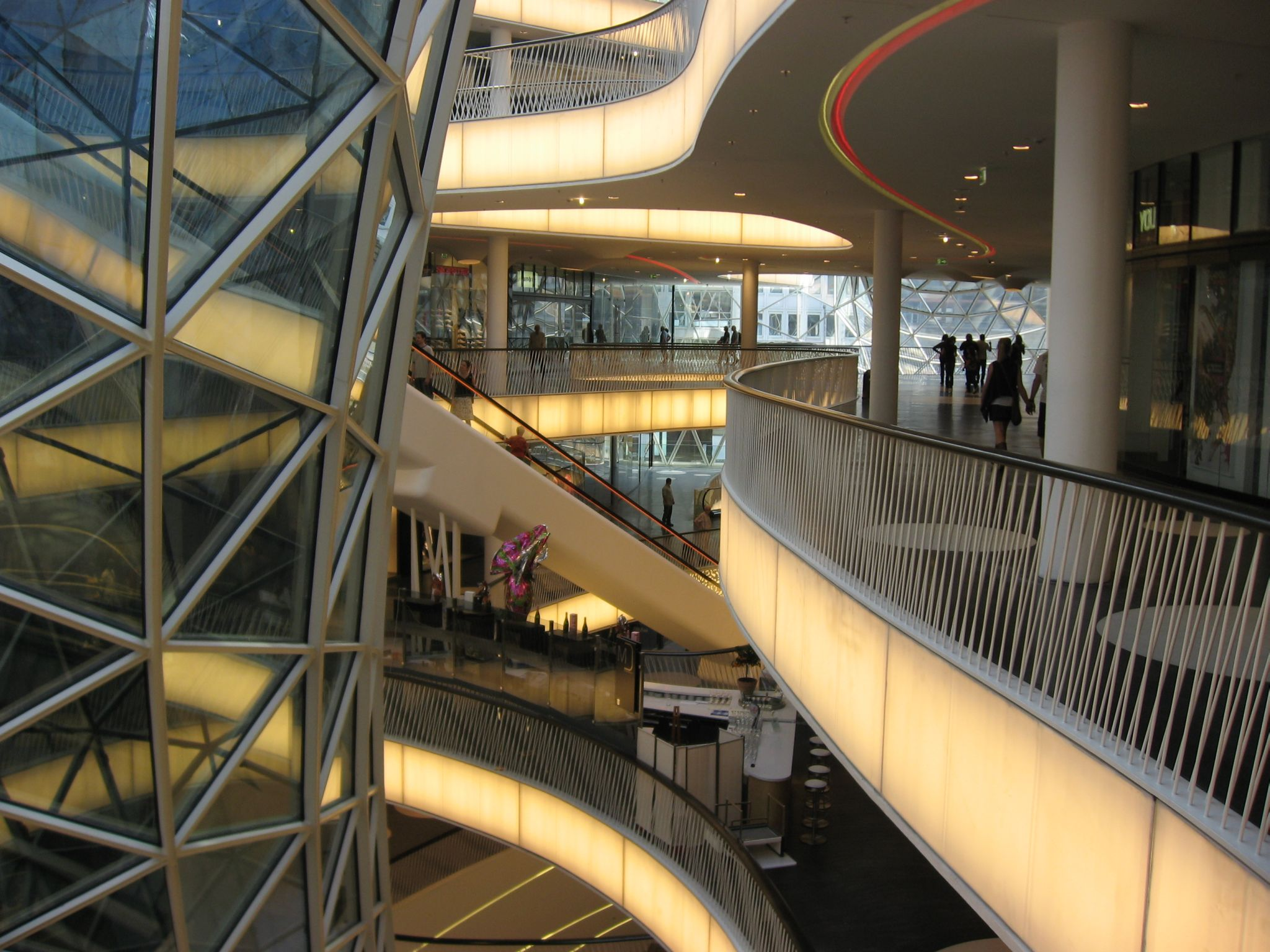
Zweites Obergeschoss, April 2009

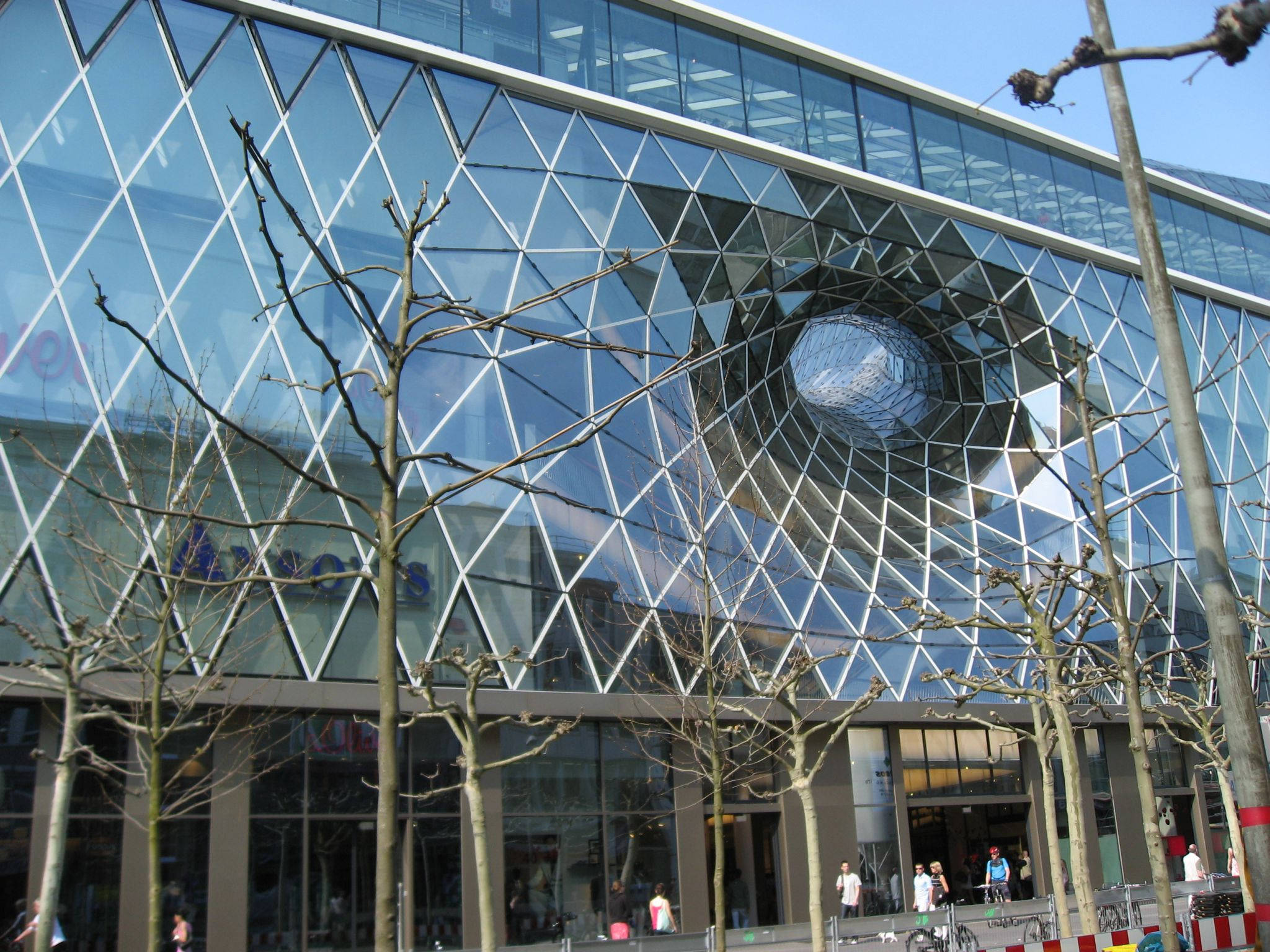
Ansicht von der Zeil

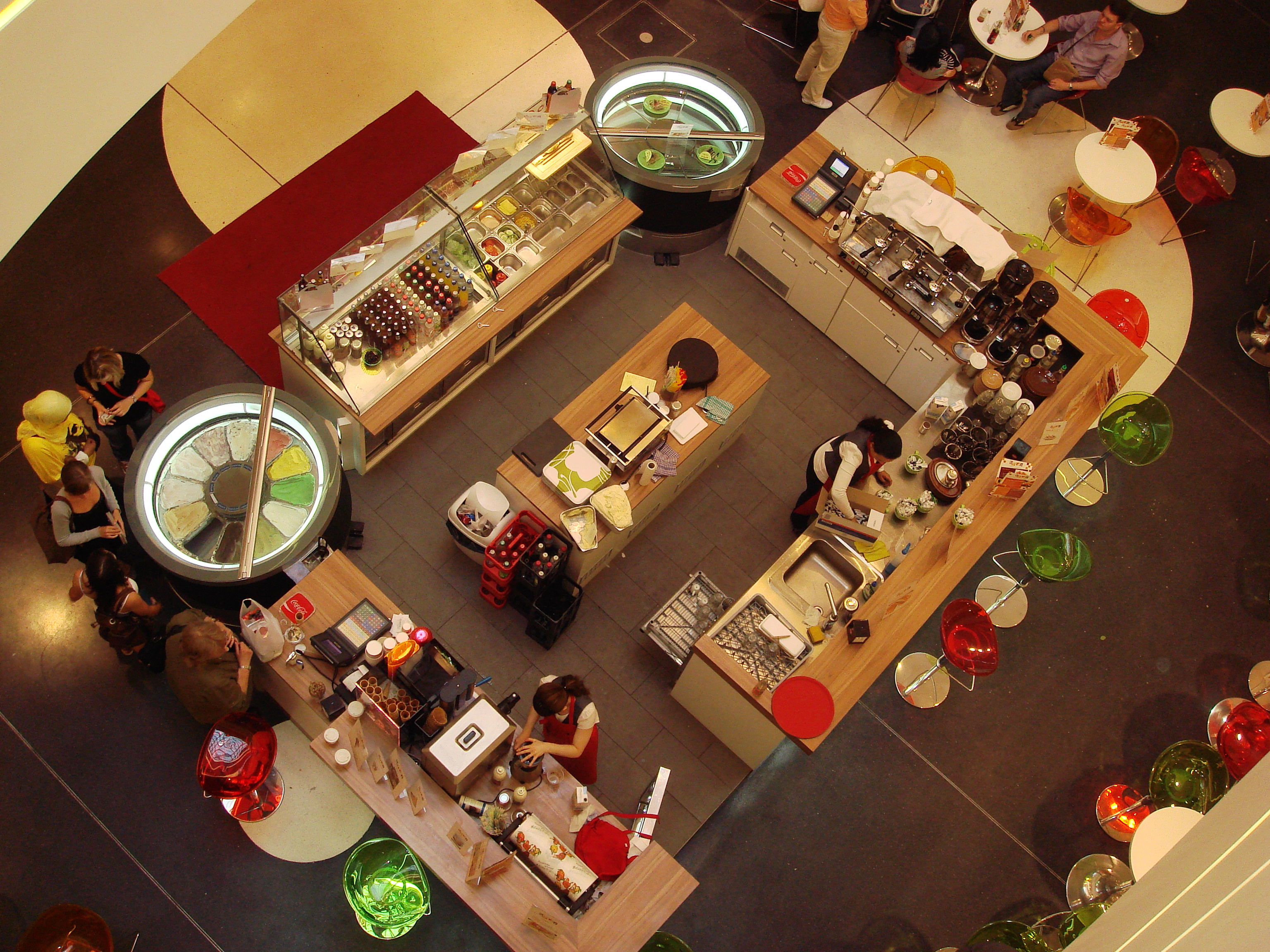
Draufsicht eines Eis-Verkaufstandes im MyZeil

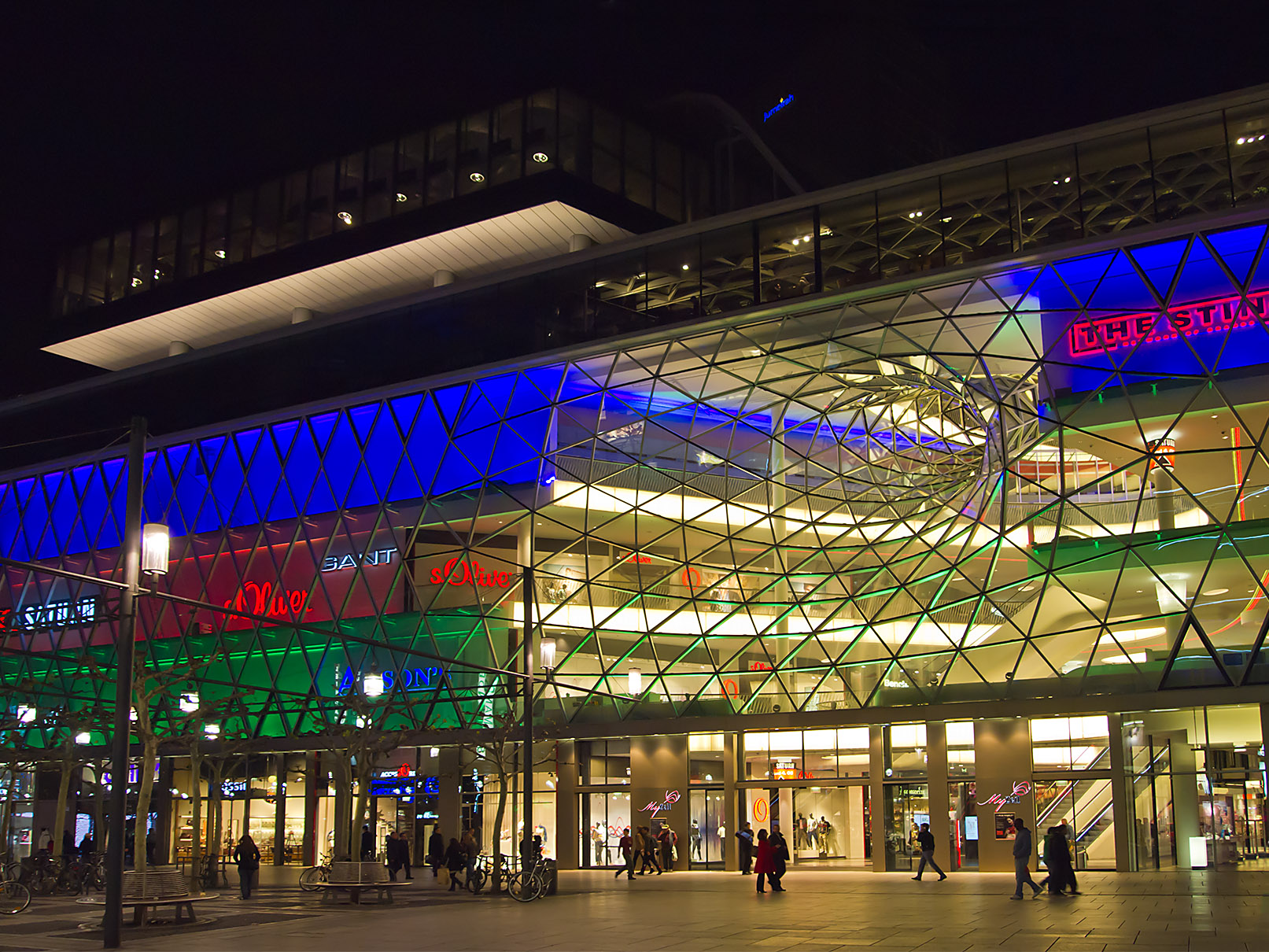
Abendansicht mit wechselnder Beleuchtung

Das MyZeil wird auf sechs Stockwerken mit der mit 42 m einst längsten innenliegenden freitragenden Rolltreppe Europas erschlossen. Die Gesamtbruttofläche unter dem mit rund 3.200 dreieckigen Glaselementen überwölbten Gebilde beträgt 77.000 Quadratmeter, auf den Einzelhandel in den unteren drei Geschossen entfallen etwa 52.000 Quadratmeter. Ankermieter sind im Kellergeschoss ein Rewe-Markt (Lebensmittel), Anson’s (Herrenausstatter mit vielen führenden Modelabels) auf drei Teilgeschossen und im dritten/vierten Obergeschoss Saturn (Elektronik- und Haushaltsgeräte-Markt) auf 7.500 Quadratmetern. In den oberen Etagen befindet sich ein „Gastro-Boulevard“ mit Restaurants, ein Fitnessclub (Fitness First) mit Höhenschwimmbad und ein Spiele- und Betreuungsbereich für Kinder. Die insgesamt fast 100 Läden waren zur Eröffnung zu etwa 97 Prozent vermietet, jedoch noch nicht alle bezogen. Der Quadratmeterpreis soll dabei bis zu 485 Euro betragen.
Der Architekt ist Massimiliano Fuksas aus Rom. Für die Tragwerksplanung der Stahl-Glaskonstruktion ist das Ingenieurbüro Knippers Helbig aus Stuttgart verantwortlich. Regenwasser aus den fast 6000 Quadratmetern großen Dachflächen wird gesammelt, gereinigt und dem Brauchwasserkreislauf des Hauses zugeführt. Anfang 2008 wurde der Rohbau des Einkaufszentrums abgeschlossen und mit dem Innenausbau begonnen.
Der Entwurf weist einige konstruktive Schwächen auf. So musste etwa der Haupteingang im Winter mit Hilfe eines provisorischen Portals vor herabfallendem Eis und Schnee geschützt werden. 2013 wurde der Eingangsbereich überarbeitet, so dass nun ein festinstalliertes Dach den Eingang schützt.

## Namenskontroverse und Eröffnung
Den Namen MyZeil stellte der Investor am 10. November 2008 im Beisein der Frankfurter Oberbürgermeisterin Petra Roth der Öffentlichkeit vor. Der Name betone die historischen Wurzeln des Standortes und lasse sich zudem auf Deutsch wie auf Englisch ähnlich aussprechen. Die Oberbürgermeisterin bezeichnete die Namensgebung als „geradezu genial“. Nach einer Welle von teils heftiger Kritik, die sich unter anderem in Leserbriefen in der lokalen Presse äußerte, teilte der Investor am 24. November nochmals ausdrücklich mit, dass er an der Namensgebung festhalte.
Wegen des großen Andrangs wurden Besucher an den ersten Tagen nach der Eröffnung nur schubweise eingelassen. Nach zwei Wochen wurde die Marke von einer Million Besuchern überschritten.

## Verkehrsanbindung und Parkmöglichkeiten
Das MyZeil verfügt über ein großes Parkhaus mit 1390 Parkplätzen auf 4 Etagen, von denen 900 öffentlich sind. Es ist durchgehend geöffnet und kann auch sonn- oder feiertags genutzt werden. Über den Bahnhof Hauptwache ist das MyZeil gut an den Verkehr angeschlossen. Über einen S-Bahnhof und zwei U-Bahnhöfe kann man die Zeil erreichen.

## Geschäfte und Etagen
Das MyZeil besitzt 6 Ebenen. Im Untergeschoss befindet sich ein REWE-Markt und der Zugang zum Parkhaus. Auf 7.500 Quadratmetern befindet sich der größte Saturn-Markt in Frankfurt. Er erstreckt sich vom 3. bis zum 4. Obergeschoss.

## Nachweise
- Einkaufszentrum „My Zeil“ – Massimiliano Fuksas – Frankfurt / Main (D) – 2008. In: nextroom.at

1. ↑  Edition Detail – Modulares Bauen. Birkhäuser August 2008
2. ↑  Projekt My Zeil, Frankfurt. Knippers Helbig GmbH, abgerufen am 24. Januar 2012.
3. ↑  Rainer Schulze: Einkaufszentrum „My Zeil“: Ein Konstruktionsfehler kommt selten allein. In: faz.net. 23. Januar 2012, abgerufen am 24. Januar 2012.
4. ↑  F.A.Z. vom 10. November 2008
5. ↑  Leserbriefe zu Peter Lückemeiers Kommentar „Mein Gott: My Zeil“. In: FAZ.net. 18. November 2008, abgerufen am 19. Dezember 2014.
6. ↑  Claudia Michels: Frankfurt: Türen zu bei MyZeil. In: fr-online.de. 29. August 2009, archiviert vom Original (nicht mehr online verfügbar) am 11. Februar 2010; abgerufen am 24. Januar 2012.
7. ↑  Mussler Communication GmbH: Pressemitteilung: MyZeil begrüßt den millionsten Besucher. (PDF; 72 kB) PalaisQuartier GmbH & Co. KG, 10. März 2009, archiviert vom Original (nicht mehr online verfügbar) am 7. März 2016; abgerufen am 24. Januar 2012.